# Fuhrmann-Syndrom
Das Fuhrmann-Syndrom ist eine sehr seltene vererbbare Erkrankung mit einer Kombination von Unterentwicklung des  Wadenbeines (Fibula-Hypoplasie), Krümmung des Oberschenkelknochens (Femur) und Veränderungen der Finger (Oligodaktylie).
Synonyme sind: Fibula-Hypoplasie – gekrümmter Femur – Oligodaktylie; Fuhrman-Rieger-de-Sousa-Syndrom
Die Bezeichnung bezieht sich auf die Erstbeschreibung von 1980 durch den Gießener Humangenetiker Walter Fuhrmann (1924–1995) und seine Mitarbeiter.

## Verbreitung
Die Häufigkeit wird mit unter 1 zu 1.000.000 angegeben, bislang wurden etwa 11 Patienten beschrieben. Die Vererbung erfolgt vermutlich autosomal-rezessiv.

## Ursache
Der Erkrankung liegen – zumindest teilweise – Mutationen im WNT7A-Gen im Chromosom 3 am Genort p25.1 zugrunde mit teilweisem Funktionsverlust des WNT7A-Proteins.
Allerdings wurde auch über Patienten ohne diese Mutation berichtet.
Mutationen in diesem Gen finden sich auch beim Al-Awadi-Raas-Rothschild-Syndrom, auch als Phokomelie Typ Schinzel bezeichnet.

## Klinische Erscheinungen
Klinische Kriterien sind:
- Krümmung des Femur
- Aplasie oder Hypoplasie der Fibula
- Poly-, Oligo- und Syndaktylie.

Hinzu kommt häufig ein Hypoplasie des Beckens und der Finger und Fingernägel, mitunter auch eine angeborene Hüftluxation, Fehlen oder Fusion von Fußwurzelknochen und Zehen.

## Therapie
Bei einer eventuellen operativ-prothetischen Versorgung ist zu beachten, dass der Markkanal des Femur bei diesem Syndrom typischerweise eng ist.